# Třída Defiant
Třída Defiant (jinak též třída 85 Defiant) je třída hlídkových člunů postavených Spojenými státy americkými na podporu amerických partnerů z řad malých karibských států. Jim jsou čluny darovány. Jejich oficiální označení je Near Coastal Patrol Vessel (NCPV). Plánována je stavba 13 jednotek této třídy. Zahraničními uživateli třídy budou Dominikánská republika, Honduras, Salvador, Guatemala, Kostarika a další země. Mezi jejich hlavní úkoly budou patřit pobřežní hlídkování, kontrola cel, potírání pašování narkotik, nebo mise SAR.

## Stavba
Plavidla konstrukčně vychází z hlídkových lodí řady Damen Stan Patrol 2606 nizozemské loděnice Damen Group. Roku 2017 byl kontrakt na stavbu 13 jednotek této třídy zadán americké loděnici Metal Shark sídlící ve Franklinu ve státě Louisiana. Loděnice byla vybrána ze šesti uchazečů. Kontrakt v hodnotě 16 milionů dolarů je financován v rámci programu Foreign Military Sales (FMS).
Jednotky třídy Defiant:
| Jméno                       | Uživatel               | Vstup do služby   | Status                             |
| --------------------------- | ---------------------- | ----------------- | ---------------------------------- |
| Betelgeuse (GC-102)         | Dominikánská republika | 6. srpna 2020     | aktivní                            |
| Río Aguán (FNH-8502)        | Honduras               | 9. července 2021  | aktivní                            |
| Patrullero 15 (PM-15)       | Salvador               | 22. července 2021 | aktivní                            |
| Gral. Omar Torrijos (P-230) | Panama                 | 2. prosince 2021  | aktivní                            |
| Soberanía I (GC85-1)        | Kostarika              | 1. dubna 2023     | aktivní                            |
| Hunahpú (GC-871)            | Guatemala              | 4. října 2024     | původní název jako Baktun, aktivní |
| Arcturus (GC-114)           | Dominikánská republika |                   | ve stavbě                          |

## Konstrukce

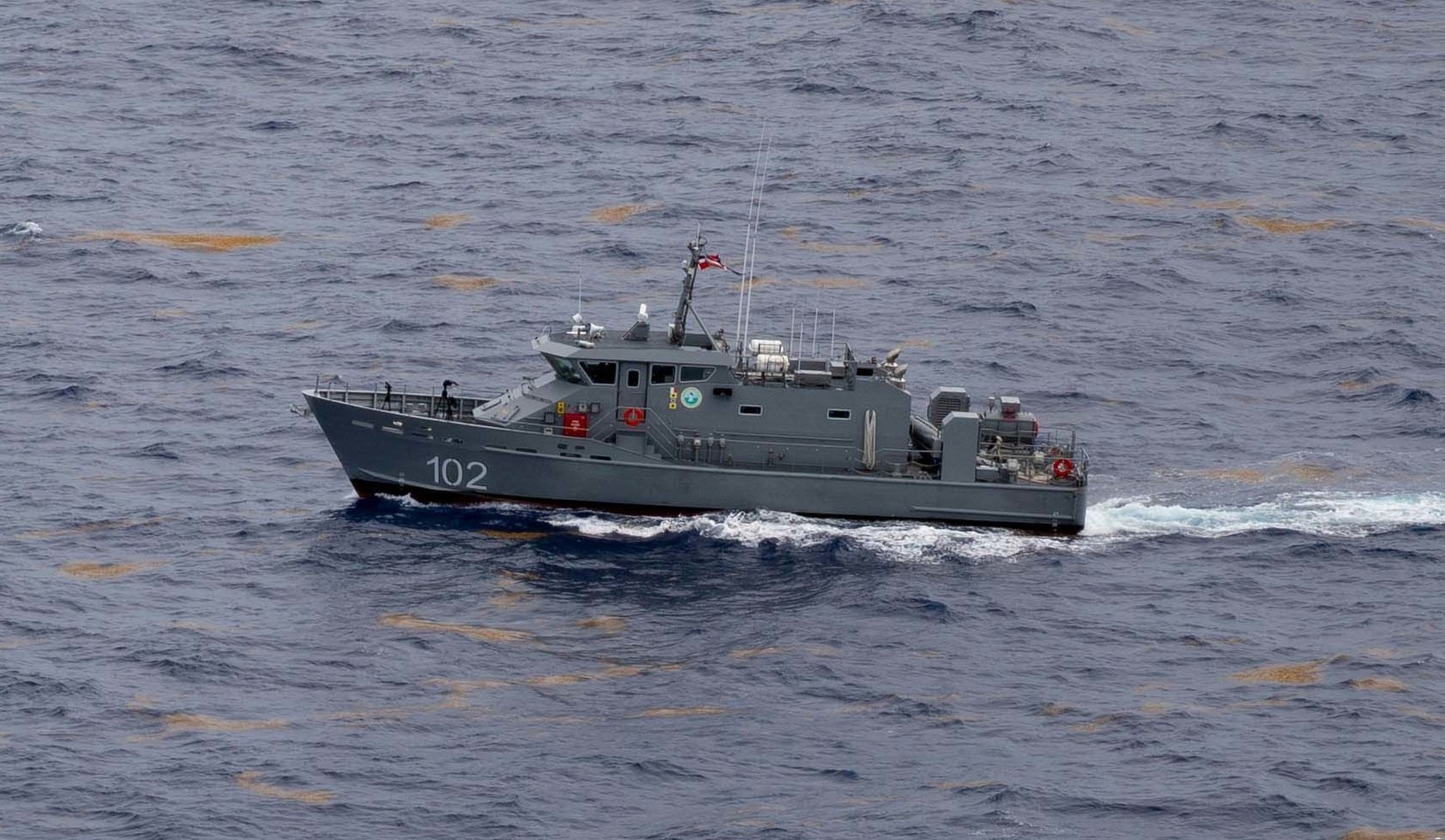
Betelgeuse (GC-102)

Čluny jsou vyrobeny z hliníkových slitin. Na zádi nesou jeden 5,5metrový rychlý člun RHIB. Pohonný systém tvoří dva diesely Caterpillar C-32, každý o výkonu 1600 hp, pohánějící prostřednictvím dva převodovek Disc MGX-6599 dva lodní šrouby s pevnými lopatkami Michigan Wheel. Nejvyšší rychlost dosáhne 28 uzlů a na moři může operovat až 6 dnů.